# ياريجان عليا (مياندوآب)
ياريجان عليا هي قرية في مقاطعة مياندوآب، إيران. يقدر عدد سكانها بـ 717 نسمة بحسب إحصاء 2016.